# Charing Cross, Euston and Hampstead Railway

Streckennetz der Charing Cross, Euston and Hampstead Railway

Die Charing Cross, Euston and Hampstead Railway (CCE&HR, auch als Hampstead Tube bekannt) war eine Vorgängergesellschaft der heutigen London Underground, der U-Bahn der britischen Hauptstadt London. Die zum größten Teil unterirdische Strecke bildet heute den Charing-Cross-Ast der Northern Line durch das West End.
Die Pläne zum Bau einer tief liegenden Röhrenbahn reichen bis ins Jahr 1891 zurück. Die Promotoren konnten jedoch nicht genügend finanzielle Mittel aufbringen, so dass sich der Baubeginn um mehr als zehn Jahre verzögerte. 1900 wurde die CCE&HR zu einer Tochtergesellschaft der vom amerikanischen Finanzier Charles Tyson Yerkes kontrollierten Holdinggesellschaft Underground Electric Railways Company of London (UERL) umgewandelt. Innerhalb kurzer Zeit konnten Yerkes und weitere (zumeist ausländische) Investoren die benötigten Mittel aufbringen.
Bei ihrer Eröffnung im Jahr 1907 war die CCE&HR 12,34 Kilometer lang und verfügte über 16 Stationen. Die Strecke reichte von Charing Cross im Süden über den Bahnhof Euston nach Archway und Golders Green im Norden. Nach der Eröffnung von Verlängerungen nach Edgware und Kennington wuchs die Streckenlänge auf 22,84 km an, mit insgesamt 23 Stationen. Mitte der 1920er-Jahre wurden Verbindungsstrecken zur City and South London Railway eröffnet und beide Linien zur späteren Northern Line verschmolzen. 1933 gingen alle privaten U-Bahn-Gesellschaften in öffentlich-rechtlichen Besitz über.

## Gründung

### Erste Pläne (1891–1893)
Am 27. November 1891 erschien in der London Gazette die Meldung, dass dem britischen Parlament eine private Initiative für den Bau der Hampstead, St Pancras & Charing Cross Railway (HStP&CCR) vorgelegt werden wird (von Gesetzes wegen musste das Parlament sämtliche privat finanzierten Bahnprojekte genehmigen). Geplant war eine gänzlich unterirdische Bahn von der Heath Street in Hampstead über Camden Town, Tottenham Court Road und Charing Cross Road bis zur Agar Street am westlichen Ende der Strand-Straße im Stadtteil Charing Cross. Eine Zweigstrecke sollte die Bahnhöfe Euston, St Pancras und King’s Cross erschließen. Zwar war noch keine Entscheidung gefallen, ob die Züge von Kabeln gezogen oder elektrisch angetrieben werden sollten, doch war bereits ein Kraftwerk an der Chalk Farm Road geplant, nahe dem Bahnhof Chalk Farm (heute Primrose Hill) der London and North Western Railway, wohin die benötigte Kohle geliefert werden konnte.
Die Promotoren der HStP&CCR waren durch den Erfolg der City and South London Railway (C&SLR) inspiriert worden, der ersten Röhren-U-Bahn der Welt. Diese war im November 1890 eröffnet worden und verzeichnete von Anfang an hohe Fahrgastzahlen. Es wurden drei ähnliche Gesetzesinitiativen für Untergrundbahnen eingereicht, die während der Parlamentssession 1892 behandelt werden sollten. Daraufhin bildete sich eine gemeinsame Kommission (Joint Committee) aus Abgeordneten des House of Commons und des House of Lords, um die Eingaben zügig beraten zu können. Die Kommission informierte sich über verschiedene Aspekte der Errichtung und des Betriebs von Röhrenbahnen und gab Empfehlungen bezüglich Tunneldurchmesser, Antriebsarten und Gewährung von Wegerechten ab. Sie genehmigte die vorgeschlagene Route, untersagte aber den Bau der Zweigstrecke über den Bahnhof Euston hinaus. Nach der parlamentarischen Beratung und der Änderung der Firma des Unternehmens trat das Gesetz am 24. August 1893 als Charing Cross, Euston, and Hampstead Railway Act, 1893 in Kraft.

### Kapitalsuche (1893–1903)
Zwar besaß die Gesellschaft nun die Erlaubnis, die Bahn zu bauen, doch fehlte ihr das Kapital für die Finanzierung der Bauarbeiten. Neben der CCE&HR waren noch vier weitere U-Bahn-Gesellschaften auf der Suche nach Investoren – die Baker Street & Waterloo Railway (BS&WR), die Waterloo & City Railway (W&CR), die Great Northern & City Railway (GN&CR) und die Central London Railway (CLR). Nur die kürzeste Linie, die W&CR, brachte das benötigte Kapital mühelos auf, da hinter ihr die London and South Western Railway mit ihren garantierten Dividenden stand. Die anderen Gesellschaften hingegen konnten während der gesamten 1890er-Jahre keine Kapitalgeber finden, da der Finanzmarkt kein Interesse zeigte.

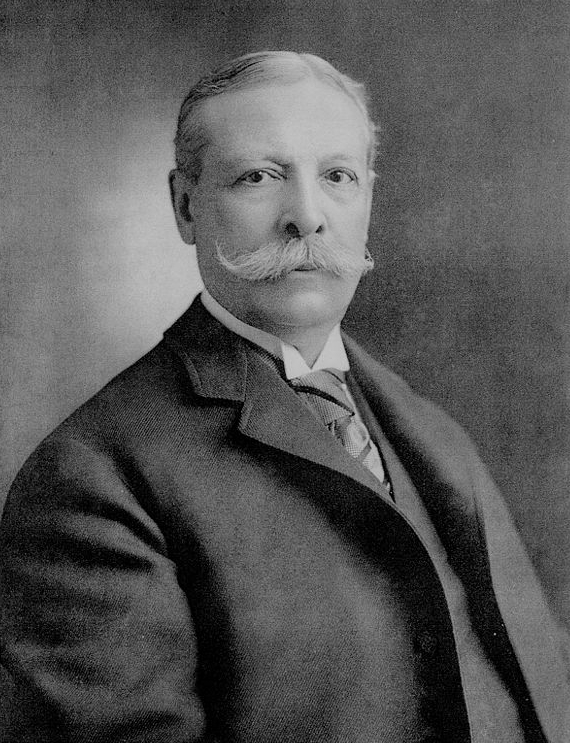
Finanzier Charles Tyson Yerkes kaufte im Jahr 1900 die CCE&HR

Wie die meisten Gesetze dieser Art beinhaltete auch das Gesetz von 1893 Zeitlimits für die Enteignung von Grundstücken und die Kapitalaufnahme (die Zeitlimits sorgten dafür, dass ungenutzte Genehmigungen rasch verfielen und somit zukünftige Projekte nicht unnötig lange blockierten). Aus diesem Grund reichte die CCE&HR mehrere Verlängerungsanträge ein. Fristverlängerungen gewährte das Parlament mit den Charing Cross Euston and Hampstead Railway Acts der Jahre 1897, 1898, 1900 und 1902.
1897 wurde ein Bauunternehmen benannt, das wegen der fehlenden Finanzen jedoch keinerlei Arbeiten ausführen konnte. Schließlich kamen ausländische Investoren der CCE&HR zu Hilfe. Der amerikanische Finanzier Charles Tyson Yerkes, der in den 1880er- und 1890er-Jahren ein lukratives Straßenbahnnetz in Chicago aufgebaut hatte, sah die Gelegenheit gekommen, in London ähnlich lohnende Investitionen zu tätigen. Im September 1900 übernahm er die CCE&HR für 100.000 Pfund und erwarb mit der Unterstützung anderer Geldgeber weitere U-Bahn-Gesellschaften.
Mit der CCE&HR und den anderen Gesellschaften unter seiner Kontrolle gründete Yerkes die Holdinggesellschaft Underground Electric Railways Company of London (UERL, auch Underground Group genannt), um die benötigten Geldmittel aufzutreiben und die bereits bestehende, mit Dampfzügen betriebene Metropolitan District Railway zu elektrifizieren. Das Aktienkapital der UERL betrug 5 Millionen Pfund, wobei sich die Mehrheit der Aktien im Besitz ausländischer Investoren befand. Es folgten weitere Aktienzeichnungen, die insgesamt 18 Millionen Pfund einbrachten. Wie bei vielen von Yerkes’ Unternehmungen in den USA war die Finanzstruktur der UERL äußerst komplex und basierte auf neuartigen Finanzierungsmodellen, die sich auf zukünftige Einnahmen abstützten (zu hoch gegriffene Fahrgastschätzungen führten dazu, dass viele Investoren nicht die erwarteten Gewinne erzielten).

### Routenwahl (1893–1903)
Als die CCE&HR noch auf Kapitalsuche war, entwickelte sie ihre Routenplanung weiter. Am 24. November 1894 kündigte sie eine Gesetzesinitiative an, die den Kauf zusätzlicher Grundstücke für Stationen bei Charing Cross, an der Oxford Street sowie bei Euston und Camden Town ermöglichen sollte. Das Parlament genehmigte die Initiative am 20. Juli 1894 als Charing Cross, Euston and Hampstead Railway Act, 1894. Als Teil des Charing Cross, Euston and Hampstead Railway Act, 1898 genehmigte das Parlament am 25. Juli 1898 die Verlegung der südlichen Endstation von der Agar Street zur Craven Street an der Südseite des Bahnhofs Charing Cross.
Eine weitere Gesetzesinitiative der CCE&HR folgte am 22. November 1898, sie sah eine Erweiterung und eine Änderung an der bereits genehmigten Route vor. Die Erweiterung war eine Zweigstrecke von Camden Town zum Bahnhof Kentish Town der Midland Railway. Hinter dieser neuen Endstation war auf einem freien Grundstück ein oberirdisches Depot geplant. Die Änderung betraf die Streckenführung zwischen Mornington Crescent und Warren Street. Die Strecke sollte in diesem Abschnitt nicht auf dem direktesten Weg verlaufen, sondern etwas nach Osten verschwenkt auch den Bahnhof Euston erschließen. Ebenfalls vorgesehen war ein Grundstückskauf an der Cranbourn Street für ein neues Stationsgebäude (Leicester Square). Das Parlament genehmigte die Änderungen und der entsprechende Charing Cross, Euston and Hampstead Railway Act, 1899 trat am 9. August 1899 in Kraft.
Am 23. November 1900 gab die CCE&HR die weitreichendste Änderung an der Route bekannt und legte dem Parlament zwei Gesetzesvorlagen vor. Die erste Vorlage sah die Verlängerung der Bahn von Hampstead in Richtung Norden nach Golders Green, den Kauf von Grundstücken für den Stationsbau und den Bau eines Depots bei Golders Green vor. Ebenfalls vorgeschlagen wurden kleinere Anpassungen an der bereits genehmigten Route. Die zweite Vorlage beinhaltete zwei Verlängerungen, im Norden von Kentish Town nach Highgate, im Süden von Charing Cross über Parliament Square zum Bahnhof Victoria. Mit dem Bau der Verlängerung nach Golders Green würde die U-Bahn das überbaute Gebiet verlassen und in dünn besiedeltes, landwirtschaftlich genutztes Gebiet vorstoßen. Grund für die Projektänderung war Yerkes’ Absicht, die kurz zuvor von ihm erworbenen und parzellierten Grundstücke rund um die geplante Endstation zu verkaufen, sobald die U-Bahn in Betrieb war und die Preise markant anstiegen.
Wie schon 1892 bildeten beide Parlamentskammern eine gemeinsame Kommission unter dem Vorsitz von Lord Windsor, da neben den Initiativen der CCE&HR noch sieben weitere Projekte zur parlamentarischen Beratung anstanden (von denen letztlich kein einziges verwirklicht wurde). Als die Kommission ihren Bericht abgab, war die Parlamentssession schon fast zu Ende und die Promotoren wurden gebeten, ihre Initiativen im Hinblick auf die nächste Parlamentssession 1902 nochmals einzureichen. Die CCE&HR tat dies im November 1901 und präsentierte eine zusätzliche Initiative. Diese schlug eine veränderte Linienführung nach Golders Green vor, außerdem war eine kurze Verlängerung unter dem Bahnhof Charing Cross zum Victoria Embankment geplant, wo eine Umsteigemöglichkeit zur bestehenden Station der Metropolitan District Railway entstehen sollte.

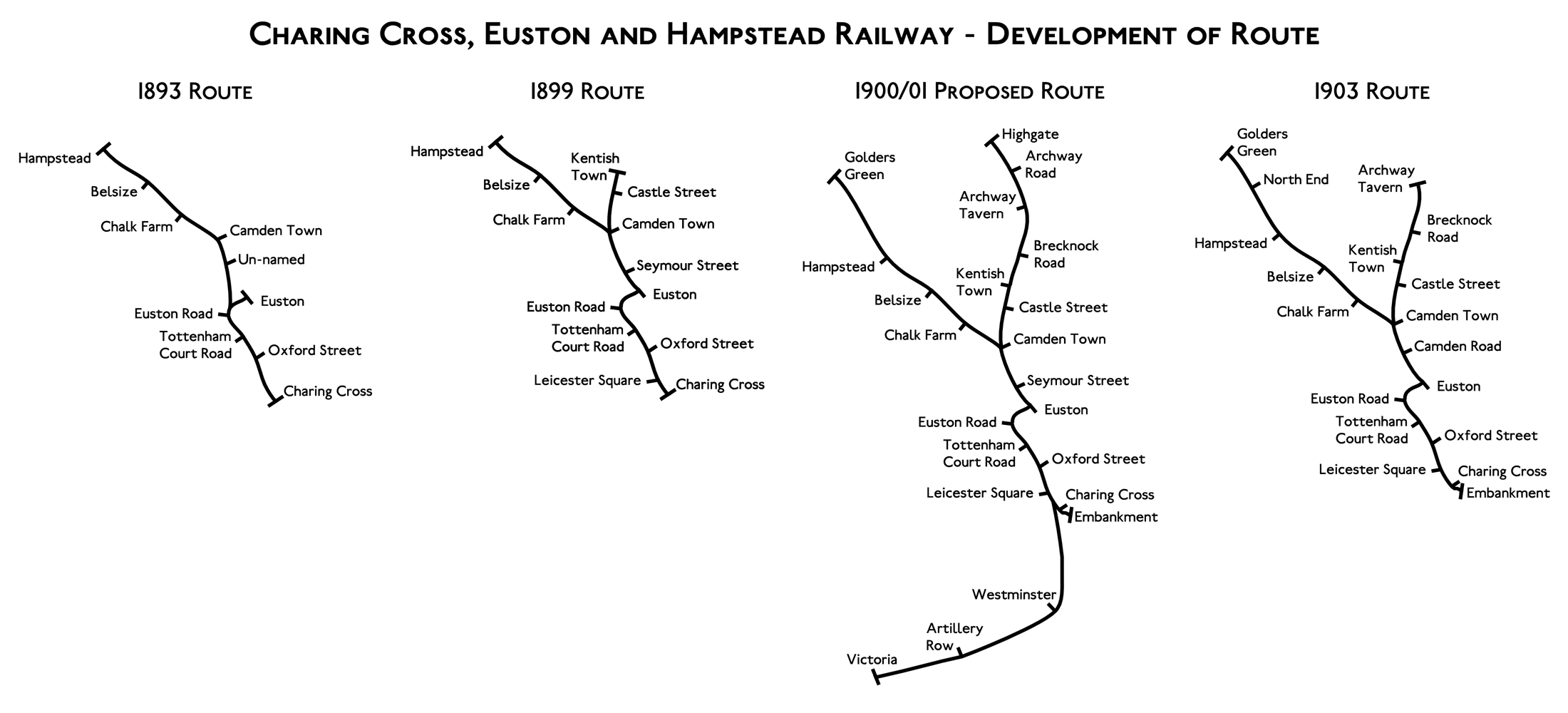
Entwicklung der Routenvorschläge

Eine neu zusammengestellte gemeinsame Kommission, diesmal unter dem Vorsitz von Lord Ribblesdale, prüfte die eingereichten Initiativen erneut. Sie bezeichnete die Abschnitte, die sich mit den vorgeschlagenen Verlängerungen nach Highgate und zum Bahnhof Victoria befassten, als nicht konform mit den Vorgaben der parlamentarischen Geschäftsordnung und strich sie ersatzlos.

### Kontroverse um Hampstead Heath
Ein umstrittener Bestandteil der Pläne der CCE&HR war die Verlängerung der Strecke nach Golders Green. Der Route der geplanten U-Bahn verlief unter Hampstead Heath; die Furcht vor möglichen negativen Auswirkungen auf die Umwelt in dieser Heidelandschaft führte zur Bildung einer Protestbewegung. Die Hampstead Heath Protection Society war der Ansicht, die Tunnelröhren würden dem Erdreich das Wasser entziehen und die Vibrationen der vorbeifahrenden Züge würden die Bäume beschädigen. Gestützt auf die Befürchtungen der Gesellschaft veröffentlichte die Times am 25. Dezember 1900 einen Artikel in alarmierendem Stil:

“A great tube laid under the heath will, of course, act as a drain; and it is quite likely that the grass and gorse and trees on the Heath will suffer from the loss of moisture … Moreover, it seems to be established beyond question that the trains passing along these deep-laid tubes shake the earth to its surface, and the constant jar and quiver will probably have a serious effect upon the trees by loosening their roots.”

„Eine große, unter der Heide verlegte Röhre wird natürlich wie ein Abfluss wirken und es ist ziemlich wahrscheinlich, dass das Gras und der Stechginster und die Bäume in der Heide unter dem Verlust der Feuchtigkeit leiden werden … Außerdem scheint es ohne jeglichen Zweifel als gesichert, dass die Züge, die in diesen tief gelegenen Röhren verkehren, die Erde bis zur Oberfläche erzittern lassen werden, und das konstante Beben und Zittern wird wahrscheinlich ernste Auswirkungen auf die Bäume haben, da ihre Wurzeln sich lockern werden.“

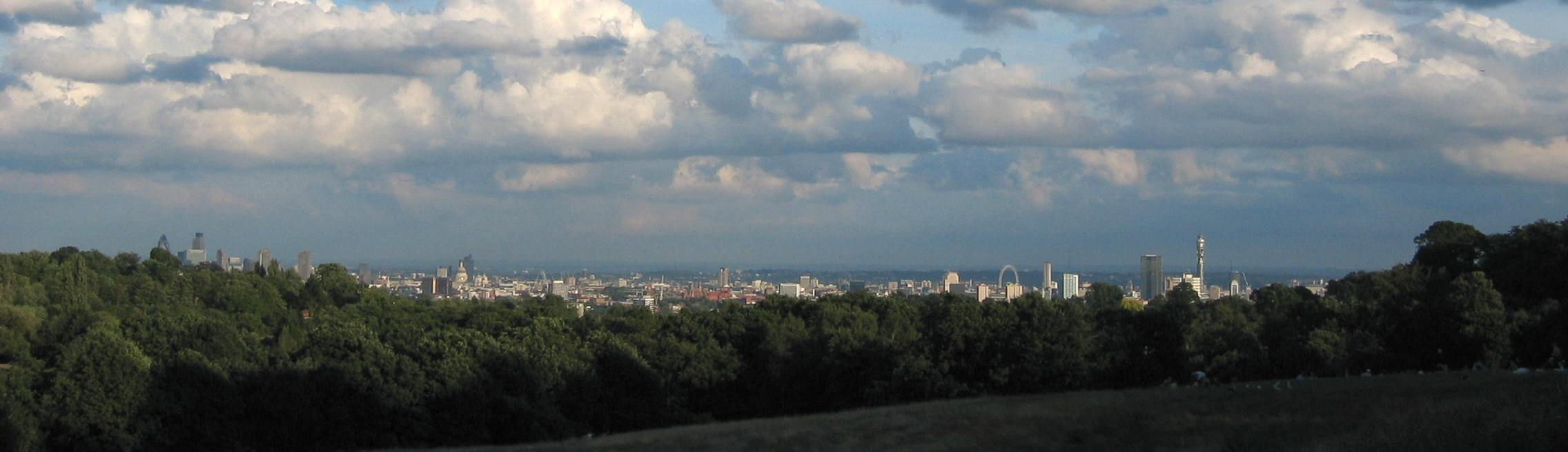
Blick von Hampstead Heath in Richtung Innenstadt

Tatsächlich sollten die Tunnelröhren in einer Tiefe von mehr als 60 Metern unter der Oberfläche verlaufen, tiefer als alle anderen im Netz der London Underground. Bei der Präsentation vor der Parlamentskommission wies der Berater der CCE&HR die Einwände entschieden zurück und führte aus, die zu durchbohrende Lehmschicht sei fast noch unempfindlicher als Granit. Er empfand die Befürchtung, die Züge würden die Bäume zum Erzittern bringen, als derart lächerlich, dass er der Kommission empfahl, sie solle ihre Zeit nicht mit solchen Fragen verschwenden.
Eine zweite Bahngesellschaft, die Edgware and Hampstead Railway (E&HR), plante ebenfalls einen Tunnel unter Hampstead Heath hindurch. Die E&HR wollte in Hampstead eine Verbindung zur CCE&HR herstellen. Um nicht unnötig viele Tunnelröhren unter der Heide hindurch errichten zu müssen, einigten sich beide Gesellschaften darauf, dass die E&HR in Golders Green an die CCE&HR anknüpfen sollte.
Die betroffene Stadtbezirksverwaltung, der Metropolitan Borough of Hampstead, hatte sich ursprünglich gegen die U-Bahn-Linie ausgesprochen, stimmte aber unter der Bedingung zu, dass zwischen Hampstead und Golders Green eine zusätzliche Station gebaut werde, um Besuchern von Hampstead Heath einen Zugang zu ermöglichen. Diese Station sollte am Nordrand der Heide bei North End entstehen und auch eine geplante Wohnsiedlung erschließen. Als das Parlament davon überzeugt war, dass die U-Bahn die Heide nicht beschädigen würde, erlangten die verschiedenen Gesetzesinitiativen der CCE&HR am 18. November 1902 gemeinsam Rechtskraft als Charing Cross, Euston and Hampstead Railway Act, 1902, jene der E&HR am selben Tag als Edgware and Hampstead Railway Act, 1902.

## Bauarbeiten und Eröffnung (1902–1907)
Im Juli 1902, als die Finanzierung sichergestellt war und die definitive Route feststand, begann die CCE&HR mit den Abbruch- und Vorbereitungsarbeiten. Die Gesellschaft veröffentlichte eine weitere Gesetzesinitiative, um zusätzliche Häuser für die Einrichtung von Stationen zu enteignen und die E&HR zu übernehmen. Außerdem verzichtete sie auf den nicht mehr notwendigen Abschnitt von Kentish Town zum geplanten Depot nahe der Highgate Road. Diese Vorlage wurde am 21. Juli 1903 als Charing Cross, Euston and Hampstead Railway Act, 1903 genehmigt.

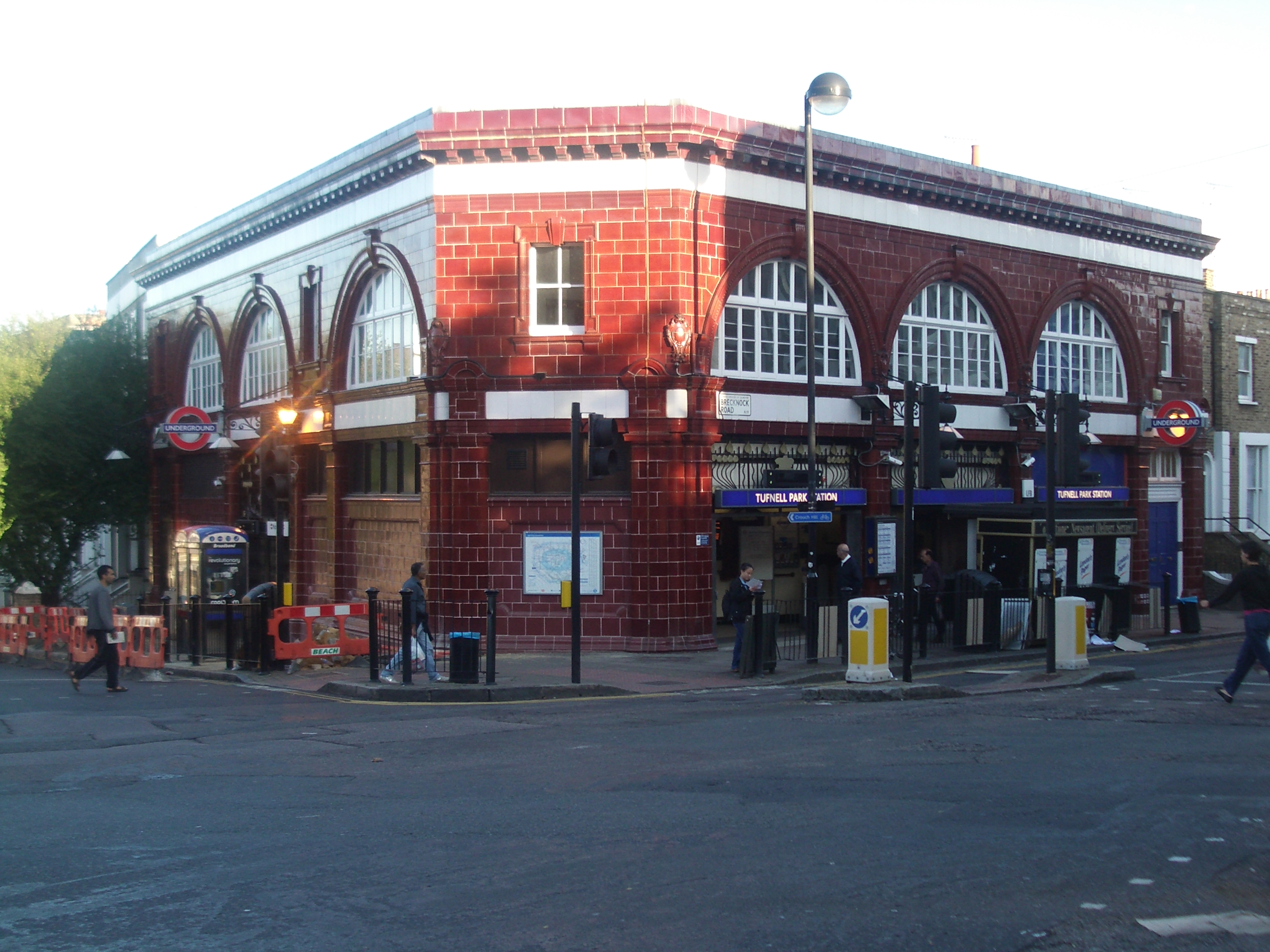
Tufnell Park ist ein typisches Beispiel für den Stil von Leslie Green

Der Schildvortrieb der Tunnelröhren begann im September 1903. Die Stationsgebäude wurden vom Architekten Leslie Green in einem einheitlichen Stil entworfen. Die zweistöckigen Stahlrahmenkonstruktionen waren mit roten, glasierten Terrakotta-Ziegeln verkleidet und besaßen halbrunde Fenster im oberen Stockwerk. Drei Stationen wichen von diesem Einheitsdesign ab: Die Station Golders Green bestand aus Backsteinen, Tottenham Court Road war unterirdisch und nur über eine Fußgängerunterführung erreichbar, der Eingang zur Station Charing Cross war ein Anbau an die Bahnhofshalle. Jede Station war mit zwei oder vier Aufzügen der Otis Elevator Company und einer Notfall-Wendeltreppe ausgestattet.
Während die Bauarbeiten voranschritten, legte die CCE&HR dem Parlament weitere Initiativen vor. Der Charing Cross, Euston and Hampstead Railway Act, 1904, der am 22. Juli 1904 genehmigt wurde, erlaubte der Gesellschaft, zusätzliche Grundstücke für die Station an der Tottenham Court Road zu erwerben, die Station Mornington Crescent zu bauen und in Charing Cross minimale Änderungen vorzunehmen. Der Charing Cross, Euston and Hampstead Railway Act, 1905 erlangte am 4. August 1905 Rechtskraft. Die CCE&HR erhielt dadurch die Erlaubnis, den gesamten Vorplatz des Bahnhofs Charing Cross für Aushubarbeiten auszunutzen anstatt wie bisher nur einen Teil davon.
1904 kauften Naturschützer Bauland bei North End, um die Parklandschaft von Hampstead Heath zu erweitern. Diese Maßnahme hatte zur Folge, dass die Prognosen für die Zahl der Fahrgäste, welche diese Station zukünftig nutzen würden, nach unten angepasst werden mussten. Die CCE&HR ließ zwar die Bahnsteige und einen Teil der Zugangstunnel bis Ende 1906 fertigstellen, doch noch vor dem Bau des Aufzugschachts und des Stationsgebäudes verzichteten die Bauherren endgültig auf die Eröffnung dieser Station.
Im Dezember 1905 waren die Tunnelbohrungen abgeschlossen, danach konzentrierte sich die Arbeit auf die Fertigstellung der Stationsgebäude, das Verlegen der Schienen und das Einrichten des Signalsystems. Als Tochtergesellschaft der UERL-Holding bezog die CCE&HR die elektrische Energie vom konzerneigenen Kohlekraftwerk, der Lots Road Power Station in Chelsea, die ursprünglich für die Elektrifizierung der dampfbetriebenen Metropolitan District Railway errichtet worden war. Die UERL verzichtete daher auf den Bau des geplanten Kraftwerks Chalk Farm. Das südlichste Teilstück der genehmigten Route zwischen Charing Cross und Embankment wurde vorerst ebenfalls nicht gebaut.
Die offizielle Eröffnung der CCE&HR erfolgte am 22. Juni 1907 durch David Lloyd George, dem damaligen Präsidenten des Board of Trade und späteren Premierminister. Für den Rest des Tages war die Benutzung kostenlos. Von Anfang an war die neue Strecke allgemein unter dem Kurznamen Hampstead Tube oder Hampstead Railway bekannt und erschien so auch auf Liniennetzplänen.
In Betrieb genommen wurden auf dem Hauptast die Stationen Charing Cross, Leicester Square, Oxford Street (heute Tottenham Court Road), Tottenham Court Road (heute Goodge Street), Euston Street (heute Warren Street), Euston, Mornington Crescent und Camden Town. Auf der westlichen Zweigstrecke kamen die Stationen Chalk Farm, Belsize Park, Hampstead und Golders Green hinzu, auf der östlichen Zweigstrecke die Stationen South Kentish Town (1924 geschlossen), Kentish Town, Tufnell Park und Highgate (heute Archway).

## Kooperation und Konsolidierung (1907–1910)
Zwischen 1890 und 1907 waren im Großraum London nicht weniger als sieben neue U-Bahn-Strecken mit mehr als 70 Stationen errichtet worden. Daneben existierten noch die Metropolitan Railway und die Metropolitan District Railway, die bereits Jahrzehnte zuvor gegründet worden waren. Die einzelnen Gesellschaften konkurrierten miteinander und standen auch im Wettbewerb mit elektrischen Straßenbahnen und Omnibussen. In mehreren Fällen hatten sich Fahrgastschätzungen vor der Eröffnung als zu optimistisch erwiesen. Die daraus resultierenden geringeren Einnahmen erschwerten es den Gesellschaften, das geliehene Kapital zurückzuzahlen und Dividenden an die Aktionäre auszuschütten. Auch die UERL hatte die Fahrgastprognosen massiv überschätzt. In den ersten zwölf Betriebsmonaten wurden auf der Hampstead-Bahn nur 25 Millionen Fahrgäste befördert, anstatt der während der Planungsphase berechneten 50 Millionen.

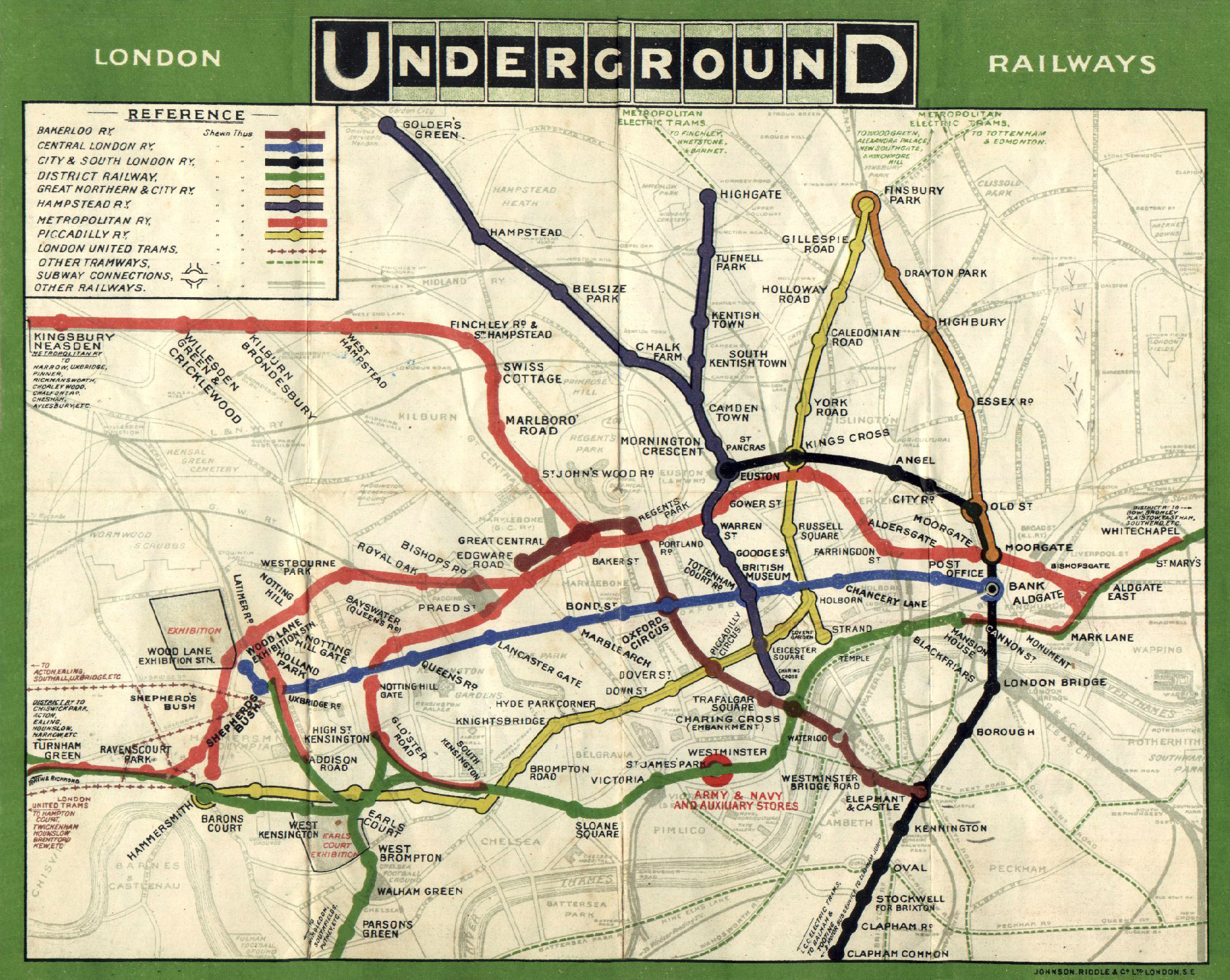
Liniennetzplan (1908)

Im Bestreben, ihre angespannte Situation gemeinsam zu verbessern, begannen die meisten U-Bahn-Gesellschaften Londons, die Fahrpreise aufeinander abzustimmen. Neben den UERL-Gesellschaften waren dies die Central London Railway, die City and South London Railway und die Great Northern & City Railway. Ab 1908 begannen sie, sich gemeinsam als „Underground“ zu vermarkten. Nicht an dieser Kooperation beteiligt waren die Metropolitan Railway und die Waterloo & City Railway (im Besitz der London and South Western Railway).
Die UERL-Gesellschaften waren weiterhin getrennte juristische Personen mit eigenem Management und mit getrennter Aktionärs- und Dividendenstruktur. Dadurch ergab sich ein unnötig hoher Verwaltungsaufwand. Um die Verwaltung zu straffen und Kosten einzusparen, brachte die UERL im November 1909 einen Gesetzesvorschlag ein, um die Hampstead-Bahn, die Piccadilly-Bahn und die Bakerloo-Bahn zu einer einzigen Gesellschaft namens London Electric Railway (LER) zusammenzuführen; die Linien behielten ihre Namen jedoch bei. Das Gesetz erlangte am 26. Juli 1910 Gesetzeskraft als London Electric Railway Amalgamation Act, 1910. Die Fusion erfolgte durch die Übertragung der Vermögenswerte von CCE&HR und BS&WR auf die GNP&BR und die Umbenennung der GNP&BR in London Electric Railway.

## Verlängerungen
| Ausdehnung der Strecke im Jahr 1926 |  |                                     |                                     |
| \| \| \| Edgware \| 1924 \| \| \| \| Edgware Depot \| \| \| \| \| Burnt Oak \| 1924 \| \| \| \| Colindale \| 1924 \| \| \| \| \| \| \| \| \| Hendon Central \| 1923 \| \| \| \| Brent Cross \| 1923 \| \| \| \| Golders Green \| 1907 \| \| \| \| Golders Green Depot \| \| \| \| \| \| \| \| \| \| Archway \| 1907 \| \| \| \| North End \| unvollendet \| \| \| \| Tufnell Park \| 1907 \| \| \| \| Hampstead \| 1907 \| \| \| \| Kentish Town \| 1907 \| \| \| \| Belsize Park \| 1907 \| \| \| \| South Kentish Town \| 1907–1924 \| \| \| \| Chalk Farm \| 1907 \| \| \| \| Camden Town \| 1907 \| \| \| \| Verzweigung Camden Town \| \| \| \| \| Mornington Crescent \| 1907 \| \| \| \| von C&SLR \| 1924 \| \| \| \| Euston \| 1907 \| \| \| \| C&SLR nach King’s Cross St. Pancras \| \| \| \| \| Warren Street \| 1907 \| \| \| \| Goodge Street \| 1907 \| \| \| \| Tottenham Court Road \| 1907 \| \| \| \| Leicester Square \| 1907 \| \| \| \| Charing Cross \| 1907 \| \| \| \| Wendeschleife Charing Cross \| 1914–1926 \| \| \| \| Embankment \| 1914 \| \| \| \| Themse \| \| \| \| \| \| \| \| \| \| Waterloo \| 1926 \| \| \| \| C&SLR von Elephant & Castle \| \| \| \| \| Kennington \| 1890 (C&SLR) \| \| \| \| zur C&SLR \| 1926 \| |  |                                     |                                     |
| U-Bahn-Kopfbahnhof Streckenanfang |  | Edgware                             | 1924                                |
| U-Bahn-Abzweig geradeaus und nach links · U-Bahn-Betriebs-/Güterbahnhof Streckenende und quer |  | Edgware Depot                       | Edgware Depot                       |
| U-Bahn-Haltepunkt / Haltestelle |  | Burnt Oak                           | 1924                                |
| U-Bahn-Haltepunkt / Haltestelle |  | Colindale                           | 1924                                |
| U-Bahn-Tunnel |  |                                     |                                     |
| U-Bahn-Haltepunkt / Haltestelle |  | Hendon Central                      | 1923                                |
| U-Bahn-Haltepunkt / Haltestelle |  | Brent Cross                         | 1923                                |
| U-Bahn-Bahnhof |  | Golders Green                       | 1907                                |
| U-Bahn-Strecke · U-Bahn-Betriebs-/Güterbahnhof Streckenanfang |  | Golders Green Depot                 | Golders Green Depot                 |
| |  |                                     |                                     |
| U-Bahn-Tunnelanfang · U-Bahn-Kopfbahnhof Streckenanfang (im Tunnel) |  | Archway                             | 1907                                |
| ehemaliger U-Bahn-Haltepunkt / Haltestelle (im Tunnel) · U-Bahn-Strecke (im Tunnel) |  | North End                           | unvollendet                         |
| U-Bahn-Strecke (im Tunnel) · U-Bahn-Haltepunkt / Haltestelle (im Tunnel) |  | Tufnell Park                        | 1907                                |
| U-Bahn-Haltepunkt / Haltestelle (im Tunnel) · U-Bahn-Strecke (im Tunnel) |  | Hampstead                           | 1907                                |
| U-Bahn-Strecke (im Tunnel) · U-Bahn-Haltepunkt / Haltestelle (im Tunnel) |  | Kentish Town                        | 1907                                |
| U-Bahn-Haltepunkt / Haltestelle (im Tunnel) · U-Bahn-Strecke (im Tunnel) |  | Belsize Park                        | 1907                                |
| U-Bahn-Strecke (im Tunnel) · ehemaliger U-Bahn-Haltepunkt / Haltestelle (im Tunnel) |  | South Kentish Town                  | 1907–1924                           |
| U-Bahn-Haltepunkt / Haltestelle (im Tunnel) · U-Bahn-Strecke (im Tunnel) |  | Chalk Farm                          | 1907                                |
| U-Bahn-Bahnhof (im Tunnel) · U-Bahn-Bahnhof (im Tunnel) |  | Camden Town                         | 1907                                |
| U-Bahn-Abzweig geradeaus, nach links und von links (im Tunnel) · U-Bahn-Abzweig geradeaus, nach rechts und von rechts (im Tunnel) |  | Verzweigung Camden Town             | Verzweigung Camden Town             |
| U-Bahn-Strecke (im Tunnel) · U-Bahn-Haltepunkt / Haltestelle (im Tunnel) |  | Mornington Crescent                 | 1907                                |
| U-Bahn-Strecke nach links (im Tunnel) · U-Bahn-Kreuzung mit Tunnelstrecke (im Tunnel) · U-Bahn-Strecke von rechts (im Tunnel) |  | von C&SLR                           | 1924                                |
| U-Bahn-Bahnhof (im Tunnel) · U-Bahn-Bahnhof (im Tunnel) |  | Euston                              | 1907                                |
| U-Bahn-Strecke (im Tunnel) · U-Bahn-Strecke nach links (im Tunnel) |  | C&SLR nach King’s Cross St. Pancras | C&SLR nach King’s Cross St. Pancras |
| U-Bahn-Haltepunkt / Haltestelle (im Tunnel) |  | Warren Street                       | 1907                                |
| U-Bahn-Haltepunkt / Haltestelle (im Tunnel) |  | Goodge Street                       | 1907                                |
| U-Bahn-Haltepunkt / Haltestelle (im Tunnel) |  | Tottenham Court Road                | 1907                                |
| U-Bahn-Haltepunkt / Haltestelle (im Tunnel) |  | Leicester Square                    | 1907                                |
| U-Bahn-Haltepunkt / Haltestelle (im Tunnel) |  | Charing Cross                       | 1907                                |
| |  | Wendeschleife Charing Cross         | 1914–1926                           |
| U-Bahn-Haltepunkt / Haltestelle (im Tunnel) · U-Bahn-Strecke (außer Betrieb) (im Tunnel) |  | Embankment                          | 1914                                |
| U-Bahn-Strecke unter Wasserlauf (im Tunnel) · U-Bahn-Strecke unter Wasserlauf (Strecke außer Betrieb) (im Tunnel) |  | Themse                              | Themse                              |
| U-Bahn-Abzweig geradeaus und ehemals nach links (im Tunnel) · U-Bahn-Strecke nach rechts (außer Betrieb) (im Tunnel) |  |                                     |                                     |
| U-Bahn-Haltepunkt / Haltestelle (im Tunnel) |  | Waterloo                            | 1926                                |
| U-Bahn-Strecke (im Tunnel) · U-Bahn-Strecke von links (im Tunnel) |  | C&SLR von Elephant & Castle         | C&SLR von Elephant & Castle         |
| U-Bahn-Bahnhof (im Tunnel) · U-Bahn-Bahnhof (im Tunnel) |  | Kennington                          | 1890 (C&SLR)                        |
| |  | zur C&SLR                           | 1926                                |

### Embankment (1910–1914)
Im November 1910 veröffentlichte die LER eine Gesetzesinitiative, um die seit 1902 ungenutzte Genehmigung zum Bau der Verlängerung von Charing Cross nach Embankment zu reaktivieren. Diese Verlängerung sollte eingleisig in einer Schleife unter der Themse verlaufen und die Enden der beiden existierenden Tunnelröhren miteinander verbinden. Geplant war zudem eine eingleisige Station mit einem Seitenbahnsteig, wodurch eine Umsteigemöglichkeit zu den Stationen der BS&WR und der MDR geschaffen würde. Das Parlament stimmte dem Projekt zu und der London Electric Railway Act, 1911 trat am 2. Juni 1911 in Kraft. Die neue Station Charing Cross (Embankment) wurde am 6. April 1914 eröffnet.

### Hendon und Edgware (1902–1924)
Im Jahrzehnt nachdem der Edgware and Hampstead Railway (E&HR) die Genehmigung für die Strecke zwischen Edgware und Hampstead erteilt worden war, suchte das Unternehmen nach Geldgebern und revidierte seine Pläne in Abstimmung mit den Vorhaben der CCE&HR und einer dritten Bahngesellschaft, der Watford and Edgware Railway (W&ER), die eine Anschlussstrecke nach Watford plante.
Nach dem Erlass des Watford and Edgware Railway Act, 1906 übernahm die W&ER kurzzeitig die Befugnis, die Strecke von Golders Green nach Edgware zu bauen. Da sie weiterhin nicht genügend Geldmittel auftreiben konnte, strebte die W&ER 1906 eine formelle Fusion mit der E&HR an, mit der Absicht, die gesamte Strecke zwischen Golders Green und Watford als Nebenbahn zu bauen. Doch das Parlament lehnte die entsprechende Gesetzesinitiative ab und die E&HR bestand vorerst weiter.
1905, 1909 und 1912 erließ das Parlament Gesetze, die der Gesellschaft Fristverlängerungen gewährten, Änderungen an der Streckenführung erlaubten, Baugenehmigungen für Viadukte und einen Tunnel erteilten sowie die Verlegung und Schließung von kreuzenden Straßen ermöglichten. Beabsichtigt war, dass die CCE&HR die Züge zur Verfügung stellen und betreiben sollte. Mit dem Inkrafttreten des London Electric Railway Act, 1912 ging die E&HR schließlich als Teil von LER in der UELR-Holding auf.
Es wurden keine unmittelbaren Anstrengungen unternommen, mit den Bauarbeiten zu beginnen. Sie mussten nach Ausbruch des Ersten Weltkriegs auf unbestimmte Zeit verschoben werden, da kriegswirtschaftliche Maßnahmen den Bau der Bahnstrecke unmöglich machten. Das Parlament gewährte der LER von 1916 bis 1922 jeweils einen Aufschub um ein Jahr und legte schließlich den 7. August 1924 als spätesten Termin für den Vollzug von Enteignungen fest. Obwohl die Genehmigungen weiterhin gültig waren, gelang es der UERL nicht, die finanziellen Mittel aufzubringen. Die Baukosten waren in den Kriegsjahren deutlich angestiegen und die Einnahmen deckten nicht die Kosten für die Kapitalrückzahlung. Das Projekt konnte doch noch verwirklicht werden, als der Trade Facilities Act, 1921 in Kraft trat, der es dem britischen Schatzamt ermöglichte, als Maßnahme zur Senkung der Arbeitslosigkeit Kredite für Bauvorhaben von öffentlichem Interesse zu gewähren. Mit dieser Unterstützung besaß die UERL nun genügend Kapital und begann mit den Bauarbeiten an der Verlängerung nach Edgware.

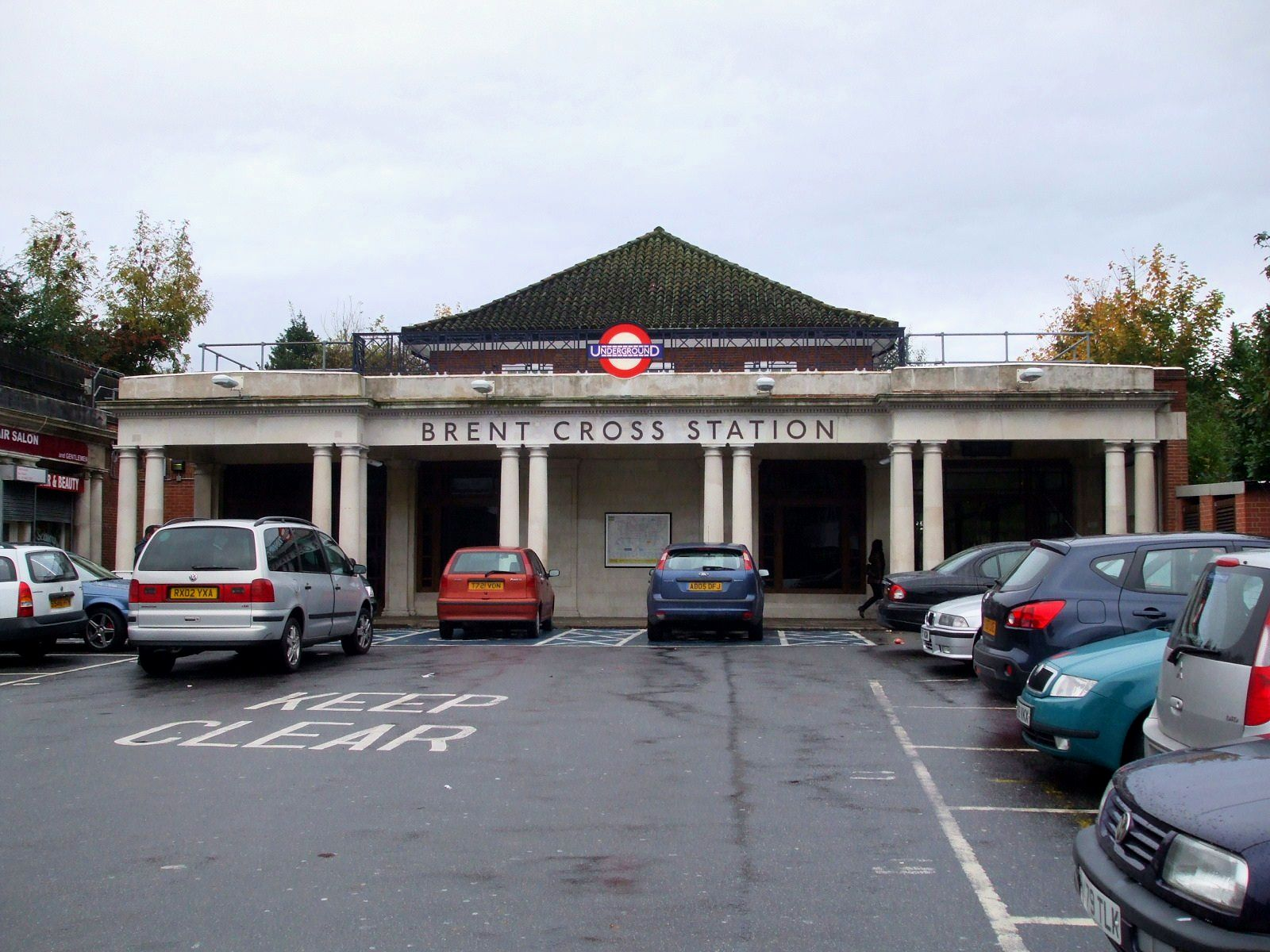
Brent Cross ist ein typisches Beispiel für den architektonischen Stil der Stationsgebäude an der Edgware-Verlängerung

Der Spatenstich erfolgte am 12. Juni 1922. Die Verlängerung führte durch landwirtschaftlich genutztes Gebiet, sie konnte deshalb zum größten Teil oberirdisch und zu erheblich geringeren Kosten verwirklicht werden. Ein Viadukt überspannte das Tal des Flusses Brent, ein kurzer Tunnel durchquerte den Hyde-Hügel in Hendon. Die von Stanley Heaps entworfenen Stationsgebäude entstanden in einem suburbanen Pavillon-Stil. Der erste Streckenabschnitt mit den Stationen Brent (heute Brent Cross) und Hendon Central wurde am 19. November 1923 eröffnet. Der zweite Abschnitt mit den Stationen Colindale, Burnt Oak und Edgware folgte am 27. Oktober 1924.
Die neue Strecke beeinflusste die angrenzenden Ortschaften stark. So wurde zum Beispiel das ursprüngliche Zentrum Hendons um mehr als einen Kilometer zur Strecke hin verlegt, sodass dort auf dem zuvor ungenutzten Boden zahlreiche Geschäftsgebäude und sogar eine Passage entstanden. Die Bedeutung dieses neuen Siedlungsschwerpunkts wurde noch einmal durch die Bezeichnung der Station als Hendon Central untermauert. Die bessere Anbindung an London hatte eine stark beschleunigte Siedlungsentwicklung zur Folge. So hatte sich die Einwohnerzahl am Endpunkt Edgware zwei Jahre nach Eröffnung bereits verdoppelt, was ein großer Erfolg für die Linie war, da aufgrund der nur gering fortgeschrittenen Motorisierung der Bevölkerung ein Großteil der zugezogenen Menschen potenzielle Passagiere waren. Ein weiterer Erfolg war auch die Erschließung von Wohngebieten fernab der Strecke durch Anschlusslinien, von denen allein in Edgware bereits kurz nach der Eröffnung tausende Menschen zu den Zügen befördert wurden. Aufgrund des verkehrs-, siedlungs- und stadtplanungstechnischen Erfolgs gilt die Verlängerung nach Edgware als Musterprojekt für ähnliche Streckenverlängerungen und als Vorzeigeprojekt der Underground.

### Von Waterloo nach Kennington (1922–1926)
Am 21. November 1922 veröffentlichte die LER eine Gesetzesinitiative für die Parlamentssession des Jahres 1923. Sie beinhaltete den Vorschlag, die Strecke der CCE&HR von ihrer südlichen Endstation über den Bahnhof Waterloo zur Station Kennington zu verlängern, wo eine Verknüpfung mit der Strecke der C&SLR entstehen sollte. Das Gesetz trat als London Electric Railway Act, 1923 am 2. August 1923 in Kraft. Der unterirdische Teil der ehemaligen CCE&HR-Endstation wurde umgebaut, die eingleisige Schleife stillgelegt. In Kennington entstanden zwei zusätzliche Bahnsteige, unmittelbar südlich davon die Verknüpfung mit der seit 1890 bestehenden C&SLR-Strecke. Die Eröffnung der Verlängerung erfolgte am 13. September 1926.

## Übergang in öffentlich-rechtlichen Besitz (1924–1933)
Trotz Verbesserungen in anderen Teilen des U-Bahn-Netzes hatten die einzelnen Gesellschaften weiterhin Mühe, einen Profit zu erwirtschaften. Da die UERL seit 1912 im Besitz der hochprofitablen London General Omnibus Company (LGOC) war, konnte sie mit den Gewinnen der Busgesellschaft, die beinahe über ein Monopol verfügte, den Betrieb der defizitären U-Bahnen quersubventionieren. Aufgrund der Konkurrenz zahlreicher kleiner Busgesellschaften zu Beginn der 1920er-Jahre sanken die Gewinne der LGOC, was sich auf die Wirtschaftlichkeit der gesamten Holding negativ auswirkte.
Der Vorsitzende der UERL, Lord Ashfield, versuchte die Regierung davon zu überzeugen, den öffentlichen Nahverkehr in der Region London zu regulieren. Ab 1923 wurden mehrere entsprechende Gesetzesvorlagen ausgearbeitet. Hauptakteure in der Debatte um den Grad der Regulierung waren Lord Ashfield und Herbert Stanley Morrison, Labour-Abgeordneter des London County Council und späterer Außenminister. Ashfield strebte danach, die UERL vor Konkurrenz zu schützen und das Straßenbahnnetz des London County Council zu kontrollieren; Morrison hingegen wollte das gesamte Verkehrswesen staatlicher Kontrolle unterstellen. Nach zahlreichen gescheiterten Anläufen wurde Ende 1930 eine Vorlage eingebracht, welche die Schaffung des London Passenger Transport Board (LPTB) vorsah. Dieses öffentlich-rechtliche Unternehmen sollte die Kontrolle über die UERL, die Metropolitan Railway sowie sämtliche Bus- und Straßenbahnlinien in einem Gebiet übernehmen, das als London Transport Passenger Area bezeichnet wurde (entspricht in etwa dem heutigen Greater London mit kleineren angrenzenden Gebieten). Der LPTB war ein Kompromiss – öffentlich-rechtlicher Besitz, aber keine vollständige Verstaatlichung – und nahm seine Tätigkeit am 1. Juli 1933 auf. An diesem Tag erfolgte die Liquidation aller U-Bahn-Gesellschaften.
Die Suche nach einem passenden Namen für die kombinierten Strecken der CCE&HR und der C&SLR erwies sich für den LPTB als Herausforderung. Bis 1933 war die Bezeichnung Edgware, Morden & Highgate Line in Gebrauch, bis 1936 Morden-Edgware Line. 1937 wurde der Begriff Northern Line eingeführt, im Hinblick auf das (letztlich unvollendete) Northern-Heights-Projekt.
→ Geschichte der Strecke nach 1933 siehe Northern Line